# Антуан Боза
Антуа́н Боза́ (фр. Antoine Bauza; нар. 25 серпня 1978) — французький автор коміксів та настільних ігор.

## Життєпис
Спочатку він вивчав хімію та інформатику, а потім — геймдизайн в Національній школі інтерактивних цифрових медіа (ENJMIN). Багато його ігор здобули престижні нагороди, серед яких 7 Wonders (Kennerspiel des Jahres 2011, Deutscher Spiele Preis 2011), Takenoko (As d'Or – Jeu de l’Année 2012) та Hanabi (Spiel des Jahres 2013). Інші ігри він випустив у співавторстві з Людовіком Мобланом, Сержем Лаже, Бруно Файдутті та Бруно Катала.
Для комікс-альбому L'encre du passé (укр. Чорнило минулого), що вийшов 2009 року у видавництві Dupuis у серії «Aire libre» (ISBN 978-2-8001-4380-4), Боза написав сценарій, тобто текст та сюжет.
Його колега Катала називає Боза єдиним відомим йому французьким автором ігор, який дійсно може жити з доходів від цієї діяльності.

## Людографія

### Настільні ігри
- 2007: Chabyrinthe
- 2007: Hurry'Cup!
- 2008: Ghost Stories
- 2009: Pony Express
- 2009: Pocket Rockets
- 2009: Monster Chase
- 2009: Bakong
- 2010: Rockband Manager
- 2010: 7 Wonders
- 2010: Mystery Express, Days of Wonder
- 2010: Hanabi, Cocktail Games/XII Singes
- 2010: Le Donjon de Naheulbeuk
- 2011: Takenoko, Bombyx/Matagot
- 2012: Tokaido
- 2013: Rampage, також Terror in Meeple City
- 2013: Le Petit Prince: Fabrique-moi une planète
- 2014: Samurai Spirit
- 2015: 7 Wonders Duel
- 2015: Le Petit Prince: Voyage vers les étoiles
- 2016: Welcome back to the Dungeon, IELLO
- 2016: Oceanos, Iello Games
- 2017: Paku Paku, Ravensburger
- 2017: Attack on Titan: The Last Stand, разом з Людовіком Мобланом
- 2018: Sentai Cats
- 2018: Château Aventure
- 2019: Ninja Academy
- 2019: Namiji
- 2019: Draftosaurus
- 2019: Last Bastion
- 2021: 7 Wonders: Architects
- 2022: Tokaido Duo
- 2022: 1001 Islands

### Відеоігри
- Furry Tales, 2004, Mad Monkey Studio
- World of Lovecraft, 2010, Mad Monkey Studio

## Нагороди
- Deutscher Spiele Preis
  - 7 Wonders: 1 місце, 2011
  - Hanabi: 6 місце, 2013
  - 7 Wonders: Duel: 9 місце, 2016
- Spiel des Jahres
  - Hanabi: Переможець 2013
  - 7 Wonders: Architects: Рекомендація 2022
- Kennerspiel des Jahres
  - 7 Wonders: Переможець 2011
  - 7 Wonders Duel: Рекомендація 2016
- International Gamers Award
  - 7 Wonders: Переможець у категорії «Багатокористувацька гра» 2011
  - 7 Wonders: Duel: Переможець у категорії «Гра для двох» 2016
- Nederlandse Spellenprijs
  - 7 Wonders: Номінація 2011
  - Takenoko: Номінація 2012
  - Hanabi: Номінація 2014
- MinD-Spielepreis
  - 7 Wonders: Переможець 2012